# Szkoła Edukacji PAFW i UW
Szkoła Edukacji Polsko-Amerykańskiej Fundacji Wolności i Uniwersytetu Warszawskiego – jednostka utworzona w 2015 roku na mocy porozumienia zawartego pomiędzy Polsko-Amerykańską Fundacją Wolności i Uniwersytetem Warszawskim, realizująca jedyny w Polsce program bezpłatnych dziennych studiów podyplomowych dla przyszłych i już aktywnych nauczycieli języka polskiego, historii i wiedzy o społeczeństwie, matematyki oraz biologii z przyrodą. 

## Opis
Głównym inicjatorem powstania i fundatorem Szkoły Edukacji była Polsko-Amerykańska Fundacja Wolności. W tym celu w 2014 roku powołana została organizacja prowadząca Szkołę Edukacji - Fundacja Dobrej Edukacji (FDE). Od 2016 roku dyrektorem Szkoły Edukacji jest prof. dr hab. Jolanta Sujecka-Zając.
Pierwszy rocznik studentów został przyjęty w 2016 roku. Początkowo Szkoła Edukacji realizowała dwie ścieżki studiów podyplomowych: polonistyczną i matematyczną. W roku akademickim 2019/2020 oferta została rozszerzona o kolejne dwie ścieżki: historia i wiedza o społeczeństwie oraz biologia z przyrodą. 
Program Szkoły Edukacji powstał we współpracy z Teachers College Columbia University w Nowym Jorku. Celem jednostki jest wspieranie i promowanie rozwoju edukacji, działanie na rzecz poprawy jakości edukacji w Polsce oraz poprawy jakości kształcenia i doskonalenia zawodowego nauczycieli. 
Głównym zadaniem Szkoły Edukacji jest realizacja dziennych studiów podyplomowych dla nauczycieli. Są one bezpłatne dla wszystkich studentów. Większość studentów otrzymuje ufundowane przez PAFW stypendia, a studenci spoza Warszawy mają prawo do bezpłatnego zakwaterowania w akademiku. Absolwenci otrzymują uprawnienia nauczycielskie w zakresie nauczania wybranego przedmiotu.  
Szkoła Edukacji realizuje także otwarte kursy doskonalące dla nauczycieli, warsztaty i seminaria, umożliwiające pedagogom zdobycie nowych kwalifikacji.

## Nauczycielskie Standardy Rozwoju
Podstawą kształcenia nauczycieli w Szkole Edukacji są Nauczycielskie Standardy Rozwoju. NSR wykorzystywane są do ewaluacji i autoewaluacji warsztatu pracy. Na bieżąco wykorzystują je tutorzy SE, przekazując swoim tutoriantom informacje zwrotne do konspektów lub przeprowadzonych lekcji.